# Stella Zylbersztajn-Tzur
Stella Zylbersztajn-Tzur (ur. w 1925 roku w Łodzi) – ocalała z Holokaustu Polka pochodzenia żydowskiego, która doprowadziła do nadania przez Jad Waszem odznaczenia „Sprawiedliwy wśród Narodów Świata” 23 Polakom. Przed wyjazdem z Polski i kilka lat w Izraelu była siostrą zakonną zakonu karmelitów. W Izraelu pracowała jako pielęgniarka, dziś jest działaczką społeczną.

## Życiorys
Urodziła się i dorastała w Łodzi uczęszczając do jednej z najdroższych szkół żeńskich – gimnazjum im. Elizy
Orzeszkowej, w której większość uczennic stanowiły Żydówki. Jej ojciec – Szulim był komunistą, W 1939 roku, jeszcze przed wybuchem wojny wyjechał do ZSRR, gdzie pracował jako aktywista i nauczyciel języka niemieckiego. Po przygotowaniu mieszkania w ZSRR Szulim Zylbersztajn zamierzał sprowadzić rodzinę, czemu sprzeciwiała się matka Stelli – Haya. W pamiętnikach Stella wielokrotnie podkreśla polski patriotyzm matki, który był powodem częstych konfliktów między rodzicami. Ostatecznie plany przeprowadzenia się do ZSRR przekreśliła napaść Niemiec na Polskę i zablokowanie przez Wehrmacht ruchu kolejowego na wschód.
W grudniu 1939 roku obserwując nasilające się represje antysemickie matka Stelli jednak zdecydowała się na wyjazd do ZSRR. Kobiety docierają jednak tylko do pogranicznych wówczas Sarnak nad Bugiem. Następnie szukając schronienia przedostają się do Łosic, w których przed wojną wujek Stelli był karczmarzem. W wieku 15 lat Stella znalazła się w łosickim getcie. Udało jej się z niego uciec w dniu likwidacji – 22 sierpnia 1942 roku. Większość Żydów z łosickiego getta, w tym matka Stelli zostało wymordowanych w Treblince.
Wojnę przetrwała ukrywana przez dwadzieścia kilka polskich rodzin z Łosic i okolicznych wsi. Po wojnie przyjęła chrzest. Zdała maturę i w sierpniu 1948 roku – wstąpiła do klasztoru karmelitanek bosych w Poznaniu. W zakonie spędziła 24 lata.
W roku 1969 obserwując nastroje antysemickie docierające również do środowisk zakonnych wyjechała do Izraela. Zamieszkała w Hajfie. Za porzucenie zakonu została z niego wykluczona. Wówczas rozpoczęła pracę jako pielęgniarka w domu opieki społecznej. Gdy po 1989 roku w Hajfie pojawiła się liczna emigracja z Polski, pomogła wielu Polakom znaleźć pracę. Co potwierdzają liczne relacje.
Do dziś mimo zaawansowanego wieku Stella Zylbersztajn-Tzur opiekuje się narkomanami, bezdomnymi i chorymi. Działa również w organizacji „Kobiety w czerni” jednoczącej kobiety izraelskie i palestyńskie. Stella Zylbersztajn-Tzur nadal jest katoliczką, co podkreśla podczas licznych spotkań w Polsce.

## Zasługi
Doprowadziła do przyznania odznaczenia Jad Waszem „Sprawiedliwy wśród Narodów Świata” 23 Polakom, którzy jej pomagali w czasie wojny.
Pierwszymi Sprawiedliwymi Stelli zostali:
– w 1981 roku:
- Aniela Kalicka
- Wacław Radzikowski
- Irena Romaniouk
- Ezechiel Romaniuk
- Halina Ługowska
- Zygmunt Ługowski
- Józefa Zdanowska
- Andrzej Zdanowscy
- Stanisław Zdanowski
- Rozalia Wielogórska
- Franciszek Wielgórski
- Józefa Ułasiuik
- Jan Ułasiuk
- Janina Mróz
- Stanisław Mróz
- Władysława Piotrowska
- Helena Kaźmierczak-Gruszka
- Lucyna Piechowicz
- Marian Piechowicz
- Józefa Radzikowska
- Józef Zbuccy
- Anna Radzikowska

– w 1994 roku:
- Wacława Jezierska

## Upamiętnienie
W 2015 roku powstał film biograficzny w reżyserii Macieja Pawlickiego pod tytułem „Stella” W marcu 2016 roku w Pałacu Prezydenckim w Warszawie zorganizowano uroczysty jego pokaz z udziałem głównej bohaterki i Prezydenta RP Andrzeja Dudy.
Film „Stella” otrzymał nagrodę im. Janusza Krupskiego na VII Festiwalu Filmowym „Niepokorni Niezłomni Wyklęci” w Gdyni w 2015 roku.

## Autobiografia
W 1994 nakładem „Oficyny Bibliofilów” ukazały się wspomnienia Zylbersztajn pod tytułem „A gdyby to było Wasze dziecko? ...: wspomnienia antysemitki w getcie, komunistki w klasztorze i uniwersalistki wśród Ludu Wybranego, Umiłowanego”.